# كبوسين أرجواني
كبوسين أرجواني (الاسم العلمي:Tropaeolum purpureum) هو نوع من النباتات يتبع جنس الكبوسين من الفصيلة الكبوسينية.